# Колеч-Мечеть
Колеч-Мечеть (крим. Küleç Meçit, Кулеч Мечит) — зникле село в Кіровському районі Республіки Крим/Автономної Республіки Крим, яке розташовувалося у південній частині Новопокровки.

## Історія

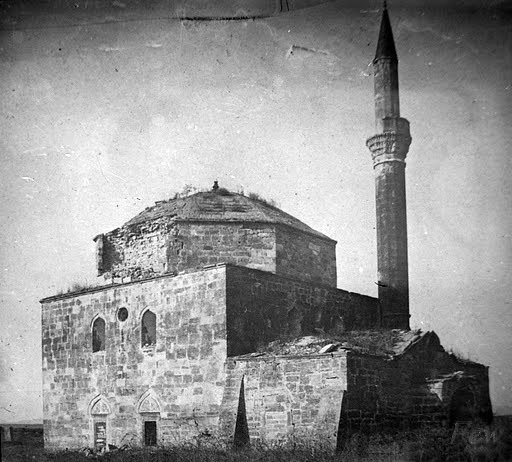
Фото мечеті зі статті Б. Н. Засипкіна, 1927 рік

Уперше старовинне селище, розташоване біля давнього шляху на Кавказ, згадує під 1667 роком у своїй книзі мандрівник XVI століття Евлія Челебі, як Колеч-саласи.
…деревня Коледж. Она расположена недалеко от крепости Кефе. Там 200 татарских домов, соборная мечеть с высоким куполом и каменным минаретом, баня и строения, крытые свинцом. Там имеются сады и виноградники, это благоустроенная деревня. Здесь жил шейх — святой Ахмед-эфенди из Коледжа, предсказатель и великий султан. Теперь у него 40 тысяч мюридов с бритыми усами, он их предводитель на Пути. 40 тысяч мюридов из рода носящих рубище живут в Крыму, это верные влюбленные. На его могиле безграничны благодеяния приходящим и уходящим, богачам и нищим, ночью и днем .
Згадка про село трапляється в Камеральном Описании Крыма… 1784 года, судячи з якого, в останній період Кримського ханства Колеч входив до Колецького кадилику Кефінського каймаканства. Після захоплення Криму до Росії 8 лютого 1784 року село було приписане до Левкопольского повіту Таврійської області, а після ліквідації в 1787 році Левкопольского — до Феодосійського повіту. Після Павловських реформ, із 12 грудня 1796 року по 1802 рік, входила до Акмечетського повіту Новоросійської губернії. За новим адміністративним поділом, після створення 8 (20) жовтня 1802 року Таврійської губернії, Кулеч-Мечеть був включений до складу Парпацької волості Феодосійського повіту.

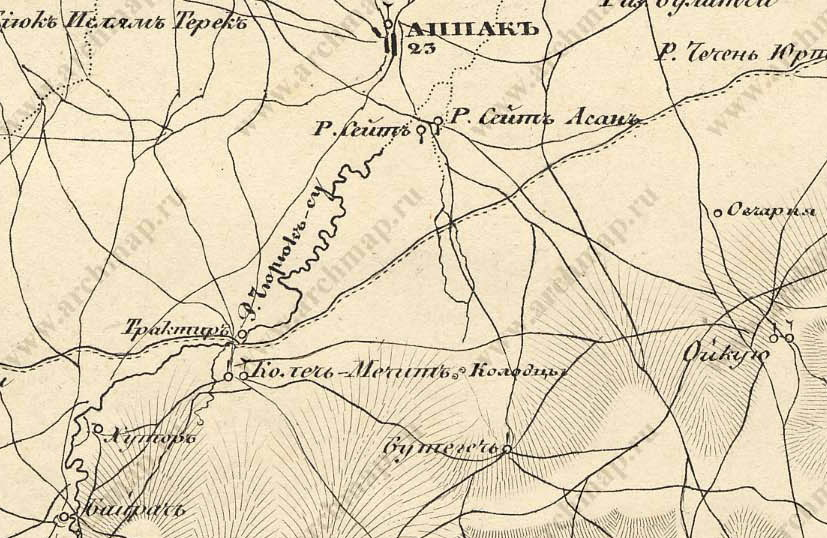
Колеч-Мечеть Карта Бетєва та Оберга. Військово-топографічне депо, 1842 р.

За Ведомостями о числе селений, названиях оных, в них дворов… состоящих в Феодосийском уезде от 14 октября 1805 года, у селі Кулєш-Мечет значилося 19 подвір'їв і 73 жителя. На військово-топографічній мапі генерал-майора Мухіна 1817 року в селі Кулеч позначена ті ж 19 подвір'ями. Після реформи волосного поділу 1829 року Кулеш Мечет, згідно з «Ведомостями о казённых волостях Таврической губернии 1829 года», передали до складу Учкуйської волості. На мапі 1836 року в селі 19 подвір'їв. Потім, мабуть, у результаті еміграції кримських татар, село помітно спорожніло і на мапі 1842 року Колеч-Мечит позначений умовним знаком «мала село», тобто, менше 5 подвір'їв.
У 1860-х роках, після земської реформи Олександра II, село приписали до Владиславської волості. Згідно зі «Списком населённых мест Таврической губернии по сведениям 1864 года», складеному за результатами VIII ревізії 1864 року, Колеч-Мечеть — власницьке татарське село із 10 подвір'ями, 109 жителями і мечеттю при речке Чурюк-су. На триверстовій мапі Шуберта 1865—1876 року в селі Колеч-Мечит позначено 30 дворів. За «Памятной книгой Таврической губернии 1889 года», за результатами Х ревізії 1887 року в селі Келеч-Мечеть значилося 17 подвір'їв і 271 житель. На верстовий карті 1890 року в селі позначено 45 подвір'їв із російсько-татарським населенням.
За «…Памятной книжкой Таврической губернии на 1892 год» в Колеч-Мечеті, яка входила до Владиславського сільської общини, значилося 4 жителя в 1 домогосподарстві, а не входить у сільську общину — 34 безземельних. За «…Памятной книжкой Таврической губернии на 1902 год» в селі Кулеч-Мечеть значилося 24 жителя в 3 домогосподарствах. За Статистическому справочнику Таврической губернии. Ч.II-я. Статистический очерк, выпуск пятый Феодосийский уезд, 1915 год, у селі Колеч-Мечеть Владиславського волості Феодосійського повіту значилося 18 подвір'їв із населенням у кількості 73 чоловік приписних жителів і 85 — «сторонніх» без вказівки національностей.
Після захоплення Криму радянською владою, за постановою Кримревкому від 8 січня 1921 року була скасована волосна система, і село увійшло до складу новоствореного Владиславівського району Феодосійського повіту, а в 1922 році повіти отримали назву округів. 11 жовтня 1923 року, згідно з постановою ВЦВК, в адміністративний поділ Кримської АРСР були внесені зміни, в результаті яких округи ліквідовувалися, і Владиславівський район став самостійною адміністративною одиницею. Декретом ВЦВК від 4 вересня 1924 року «Про скасування деяких районів Автономної Кримської С. С. Р.» Владиславівський район у жовтні 1924 року перетворений у Феодосійський, і село включили до його складу. Згідно зі Списком населённых пунктов Крымской АССР по Всесоюзной переписи 17 декабря 1926 года, в селі Колеч-Мечеть, Сеїт-Елінської сільради Феодосійського району, значилося 36 подвір'їв, усе селянське, населення становило 141 осіб, із них 138 російських і 3 українців. В останній раз селище трапляється на двокілометрівці РККА 1942 року.

### Динаміка чисельності населення
| - 1805 — 73 чол. - 1864 — 109 чол. - 1889 — 271 чол. - 1892 — 38 чол. | - 1902 — 24 чол. - 1915 — 73/85 чол. - 1926 — 141 чол. |